# Maken X
Maken X (魔剣Ｘ?) è un videogioco d'azione del 1999 sviluppato e pubblicato da Atlus per Dreamcast. Del videogioco è stato realizzato un remake per PlayStation 2 dal titolo Maken Shao: Demon Sword (魔剣爻?). Il gioco è stato successivamente distribuito tramite PlayStation Network.
La storia è ambientata un periodo futuro in cui il mondo sta precipitando nel caos a causa di disastri naturali e dell'aumento della tensione politica tra Cina e Stati Uniti. Quando la struttura in cui è stato sviluppato il Maken viene attaccata, la spada si lega all'eroina principale Kay Sagami e viene inviata in missione contro il gruppo responsabile dell'attacco. A seconda delle scelte di dialogo e dei personaggi manipolati, è possibile ottenere sette possibili finali.
Il lavoro di concept è iniziato durante la metà della produzione della duologia di Persona 2. Con lo staff del franchise Megami Tensei, tra cui l'artista Kazuma Kaneko e il compositore Shoji Meguro, lo sviluppo ha richiesto circa due anni. È stato il primo gioco sviluppato da Atlus con doppiaggio completo e uno dei primi titoli completamente in dell'azienda. Il gioco è stato accolto da recensioni contrastanti, ma ha venduto bene in Giappone. Un remake migliorato per PlayStation 2, Maken Shao: Demon Sword, è stato pubblicato da Atlus in Giappone nel 2001 e in Europa da Midas Interactive Entertainment nel 2003. Esso ha modificato una serie di elementi di gioco, ha introdotto ulteriori filmati, aggiustato la musica e aggiunto la prospettiva in terza persona.

## Modalità di gioco
Maken X è un videogioco hack and slash in prima persona in cui i giocatori controllano una varietà di personaggi che brandiscono una spada senziente soprannominata Maken. Il gioco è suddiviso in "Scene Evento", filmati legati alla storia; e "Scene d'azione", i segmenti di gioco. Dalla mappa del mondo, i giocatori possono selezionare una varietà di livelli tra cui missioni della storia principale, zone con nuovi personaggi giocabili e livelli che coinvolgono personaggi chiave non giocabili. Se la salute del personaggio del giocatore è completamente esaurita, il gioco termina. I giocatori prendono il controllo di varie persone attraverso l'abilità "brainjack" di Maken, che consente loro di assumere il controllo di diversi personaggi legati alla storia; ogni personaggio brandisce una differente versione del Maken, ma ha anche abilità uniche e diverse statistiche come maggiori punti vita, maggiore potenza d'attacco o abilità specifiche del personaggio come attacchi a distanza o stordimento dei nemici.
I giocatori si muovono in livelli lineari con il personaggio selezionato, in grado di interagire con determinati elementi ambientali e saltare oltre gli ostacoli o su piattaforme più alte. Durante il combattimento, il giocatore è in grado di muoversi liberamente all'interno dell'ambiente e ha accesso a una varietà di mosse tra cui un passo indietro e mitragliamenti per evitare attacchi. I nemici incontrati nelle aree includono umani, animali ostili, macchine ed entità soprannaturali. Il personaggio del giocatore, che può agganciare i nemici durante il combattimento, ha un'opzione di attacco standard, potendo poi effettuare combo attraverso attacchi consecutivi. Un "indicatore EX" può essere caricato e rilasciato per innescare un potente attacco. Il giocatore può inoltre saltare e colpire un nemico da dietro: queste azioni rendono il nemico vulnerabile a un attacco ad alto danno.  Il giocatore può trovare diversi tipi di oggetti all'interno di ogni livello, tra cui capsule di vita di varie dimensioni che ripristinano la salute, aumentano la potenza di attacco per un tempo limitato. È inoltre possibile guadagnare punti PSI dai nemici sconfitti, che sono essenziali quando si effettua il brainjack di nuovi personaggi, poiché il Maken può solo eseguire il brainjack di un personaggio con un livello PSI uguale o inferiore.
Nel remake Maken Shao, il gameplay rimane per lo più invariato, ma vengono aggiunte diverse meccaniche e la prospettiva passa in terza persona focalizzata dietro la schiena del personaggio. Le opzioni di combattimento rimangono le stesse, ma le abilità del personaggio ora vengono aumentate attraverso il combattimento guadagnando "Punti immagine", punti esperienza guadagnati dai nemici sconfitti. Dopo aver raccolto abbastanza punti Immagine, vengono sbloccate nuove abilità per il personaggio attuale, con la compatibilità o la "sincronizzazione" del Maken con quel personaggio che aumenta al suo fianco; una maggiore sincronizzazione con un personaggio aumenta le sue statistiche di base come salute e potenza d'attacco.

## Accoglienza
| Testata                     | Giudizio |
| --------------------------- | -------- |
| GameRankings (media al)     | 71%      |
| Computer and Video Games    | 2/5      |
| Edge                        | 6/10     |
| Famitsū                     | 32/40    |
| GameRevolution              | C+       |
| GameSpot                    | 7,9/10   |
| IGN                         | 7,9/10   |
| Next Generation             | 2/5      |
| Official Dreamcast Magazine | 85%      |